# Camilla Krouchelnitskaïa
Camilla Nikolaïevna Krouchelnitskaïa, (en russe : Камилла Николаевна Крушельницкая ; en polonais : Camilla Kruszelnicka), née en 1892 à Baranovitchi et morte fusillée le 27 octobre 1937 en Carélie, est une dissidente catholique soviétique, victime de la répression stalinienne.

## Biographie

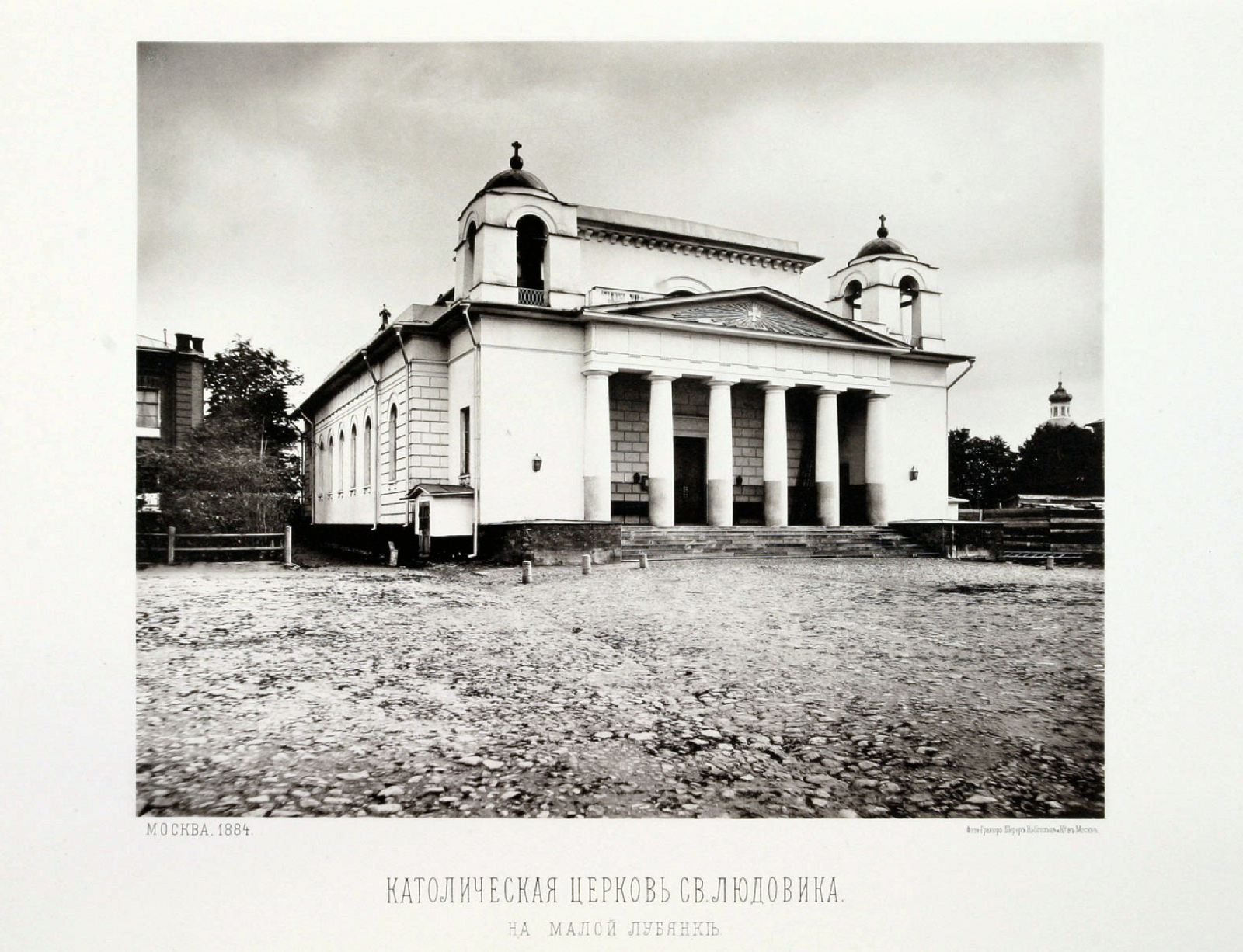
Vue de l'église Saint-Louis-des-Français de Moscou à la fin du XIXe siècle.

Camilla Krouchelnitskaïa naît dans une famille de la noblesse polonaise catholique, les Kruszelnicki, dans le gouvernement de Minsk en Russie blanche (actuelle Biélorussie). Après avoir terminé le lycée, elle s'inscrit à l'université de Moscou. Elle demeure à Moscou après la Révolution d'Octobre et devient employée de bureau. Elle continue d'être paroissienne de l'église Saint-Louis-des-Français de Moscou, où elle est une fille spirituelle de Mgr Pie-Eugène Neveu. C'est la seule église catholique de Moscou et de la région qui n'ait pas été fermée par les autorités communistes.
Camilla Krouchelnitskaïa réunit discrètement dans son appartement ses amis avec qui elle mène des discussions à thème religieux, lit les Évangiles et de la littérature catholique. Mère Catherine Abrikossova, qui vient juste d'être libérée de prison, participe à ses discussions en 1932.

Camilla Krouchelnitskaïa est arrêtée en juin 1933, ainsi que quelques-uns de ses amis, pour - selon les termes de l'accusation - avoir fondé une organisation religieuse contre-révolutionnaire à but terroriste. Elle se reconnaît comme innocente et fait la déclaration suivante : 

« Je me considère comme opposante du système soviétique ayant pris cette décision au moment où je me suis rendu compte de l'absence de liberté civile en Russie soviétique. En tant que croyante, j'estime qu'il est impossible de confesser sa foi ouvertement en Russie soviétique. L'Église, dans ses différentes confessions, est persécutée et ses meilleurs enfants sont victimes de répression. »

Cette déclaration n'arrange pas son cas. Elle est condamnée le 19 février 1934 à dix ans de privation de liberté et déportée aussitôt au camp de travail à régime spécial de Solovki. Elle participe en cachette à des offices religieux clandestins. Elle est convaincue selon le témoignage d'une codétenue que 

« ... tout en URSS est fondé sur la méprise, le mensonge et la servilité. Les bolchéviques ayant renié Dieu, s'égarent dans l'injustice et étouffent l'âme humaine. Ils intentent des procès pour l'exemple à des millions d'innocents qu'ils jettent en camp de travaux forcés ou en prison, prouvant ainsi l'erreur de la doctrine marxiste-léniniste et démontrant a contrario que l'unique voie est celle de la vérité divine. »

Un prêtre catholique codétenu marie en secret Camilla Krouchelnitskaïa à un autre détenu ; mais celui-ci quelque temps plus tard finit par la dénoncer à la direction du camp pour ses déclarations anti-soviétiques. Cet homme était en fait manipulé par le NKVD. Camilla Krouchelnitskaïa ne sera jamais informée de la trahison de son mari. Elle est transférée du camp de travail au régime d'emprisonnement et condamnée à mort le 9 octobre 1937.
Elle est fusillée le 27 octobre 1937. Déclarée servante de Dieu, elle est mise en 2003 sur la liste des personnes dont le procès de béatification est ouvert par l'archidiocèse de Moscou.

## Source
- (ru) Cet article est partiellement ou en totalité issu de l’article de Wikipédia en russe intitulé « Крушельницкая, Камилла Николаевна » (voir la liste des auteurs).